# Cut & Move
Cut & Move é o segundo álbum de estúdio da banda Day of Fire, lançado a 6 de Junho de 2006.
O disco atingiu o nº 14 do Top Christian Albums, o nº 13 do Top Heatseekers e o nº 24 do Top Independent Albums.
| Críticas profissionais                                                      | Críticas profissionais |
| Avaliações da crítica                                                       | Avaliações da crítica  |
| Fonte                                                                       | Avaliação              |
| --------------------------------------------------------------------------- | ---------------------- |
| allmusic                                                                    | [ 2 ]                  |
| Jesus Freak Hideout                                                         | [ 3 ]                  |
| Esta tabela precisa de ser acompanhada por texto em prosa. Consulte o guia. |                        |

## Faixas
1. "Love" (Brown, Hionis, Pangallo, Pangallo, Simms, Smith) - 2:49
2. "Run" (Brown, Hionis, Pangallo, Pangallo, Simms, Smith) - 2:27
3. "Hole in My Hand" (Brown, Hionis, Pangallo) - 3:59
4. "Cut & Move" (Brown, Hionis) - 3:25
5. "Regret" (Brown, Hionis, Pangallo, Pangallo, Simms) - 3:40
6. "For & Gone" (Brown, Hionis, Pangallo, Pangallo, Simms, Smith) - 3:28
7. "Wake Me" (Brown, Hionis, Pangallo, Pangallo, Simms) - 2:54
8. "When the Light" (Brown, Hionis, Pangallo, Pangallo, Simms, Thornton) - 3:32
9. "Frustrating" (Brown, Hionis, Pangallo, Pangallo, Simms) - 3:02
10. "Reborn" (Brown, Hionis, Pangallo, Pangallo, Simms) - 3:06

## Créditos
- Josh Brown - Vocal
- Chris Pangallo - Baixo
- Joe Pangallo - Guitarra
- Gregg Hionis - Guitarra
- Zach Simms - Bateria